# Black Sweat
Black Sweat is een nummer van de Amerikaanse muzikant Prince uit 2006. Het is de derde single van zijn eenentwintigste studioalbum 3121.
"Black Sweat" werd in een paar landen een klein hitje. Het nummer was het meest succesvol in Canada, Spanje en Italië. In de Amerikaanse Billboard Hot 100 had het nummer met een 60e positie niet veel succes. In Nederland haalde het nummer de 2e positie in de Tipparade, en in Vlaanderen de 14e positie in de Tipparade.